# Xystrocera minuta
Xystrocera minuta es una especie de escarabajo longicornio del género Xystrocera, categorizada en la tribu Xystrocerini, de la subfamilia Cerambycinae. Fue descrita por Jordan en 1894.

## Descripción
Mide 9-15 mm de longitud.

## Distribución
Se distribuye por Gabón, República Democrática del Congo y República del Congo.